# Quercus oglethorpensis
Quercus oglethorpensis — вид рослин з родини букових (Fagaceae); ендемік штатів Південна Кароліна, Міссісіпі, Джорджія, Алабама, Луїзіана — США. Видовий епітет стосується округа Оглторп.

## Опис
Дерево листопадне, зазвичай досягає ≈ 18 м, але може виростати до 25 м. Стовбур прямий, гілки скручені. Кора світло-сіра, луската. Гілочки без волосся, пурпурні. Листки від вузько еліптичний до обернено-ланцетних, 5–13 × 2–4 см; основа клиноподібна; верхівка тупа; цілісні, але іноді край хвилястий або трохи лопатевий біля верхівки; верх темно-зелений, голий; низ світло-зелений з жовтуватим запушенням; ніжка листка завдовжки 2–7 мм. Цвіте навесні. Жолудів 1–2, однорічні, сидячі або на короткій ніжці; горіх сіро-коричневий, яйцюватий, 9–11 × (5)7–9 мм, дрібно запушений; чашечка дзиґоподібна, глибиною 8 мм × 10 мм завширшки, укриває 1/3 горіха, луски щільно притиснуті, дрібно-коричнево-запушені.

## Середовище проживання
Ендемік штатів Південна Кароліна, Міссісіпі, Джорджія, Алабама, Луїзіана — США.
Населяє намивні рівнини й береги рік у багатих лісах, низьких пасовищах та узліссях низових лісів; на висотах 0–200 м.

## Загрози
З 1940 по 1990 р. ≈ 10% відомих дерев Q. oglethorpensis були втрачені внаслідок знищення середовища існування та хвороб. Пожежі в посушливий сезон викликають додаткове занепокоєння, оскільки саджанці та саджанці дуба не переносять вогонь. Надзвичайно вологі й сухі події збільшуються зі зміною клімату та можуть стати згубною загрозою.

## Галерея

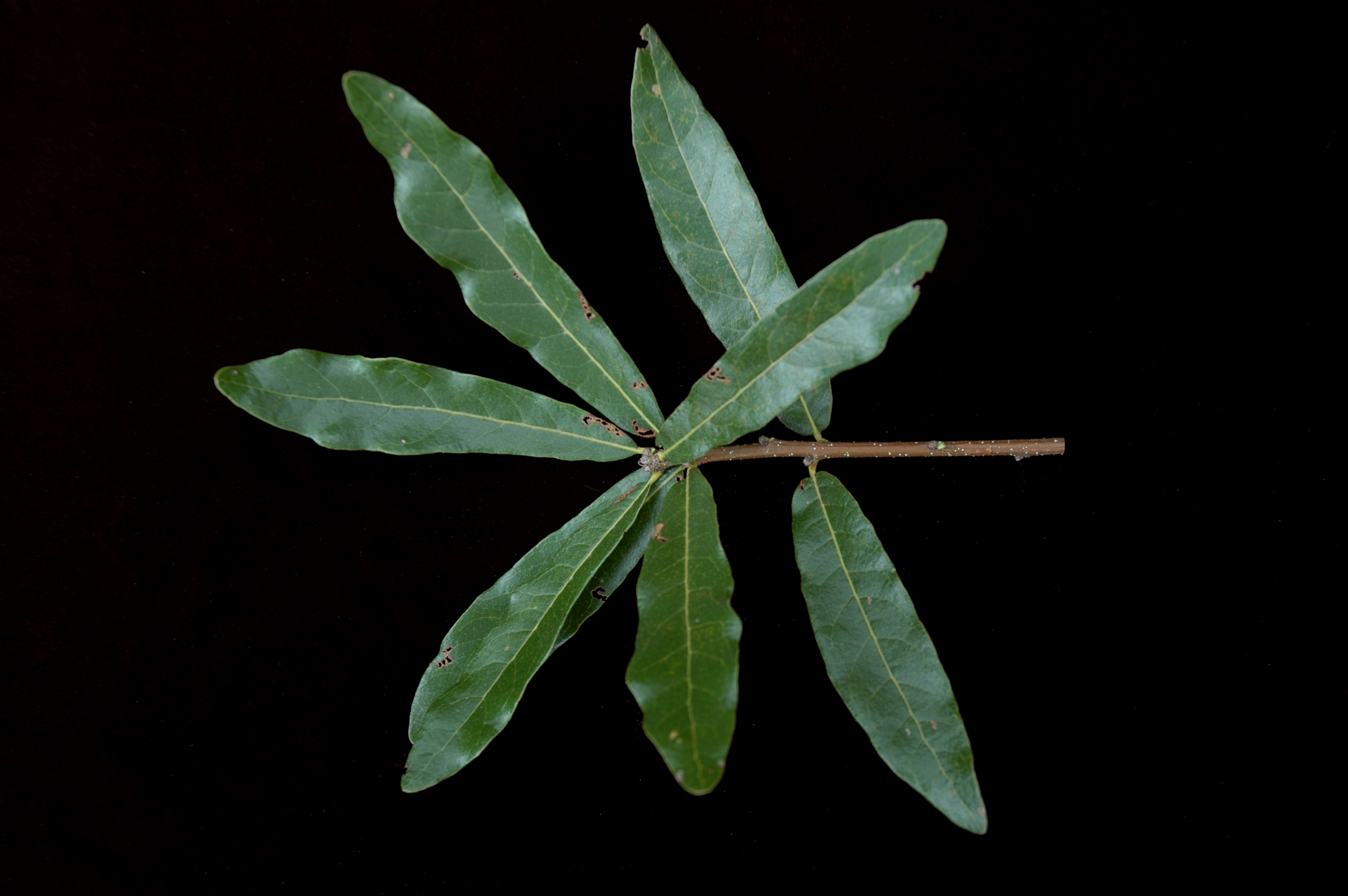
листки
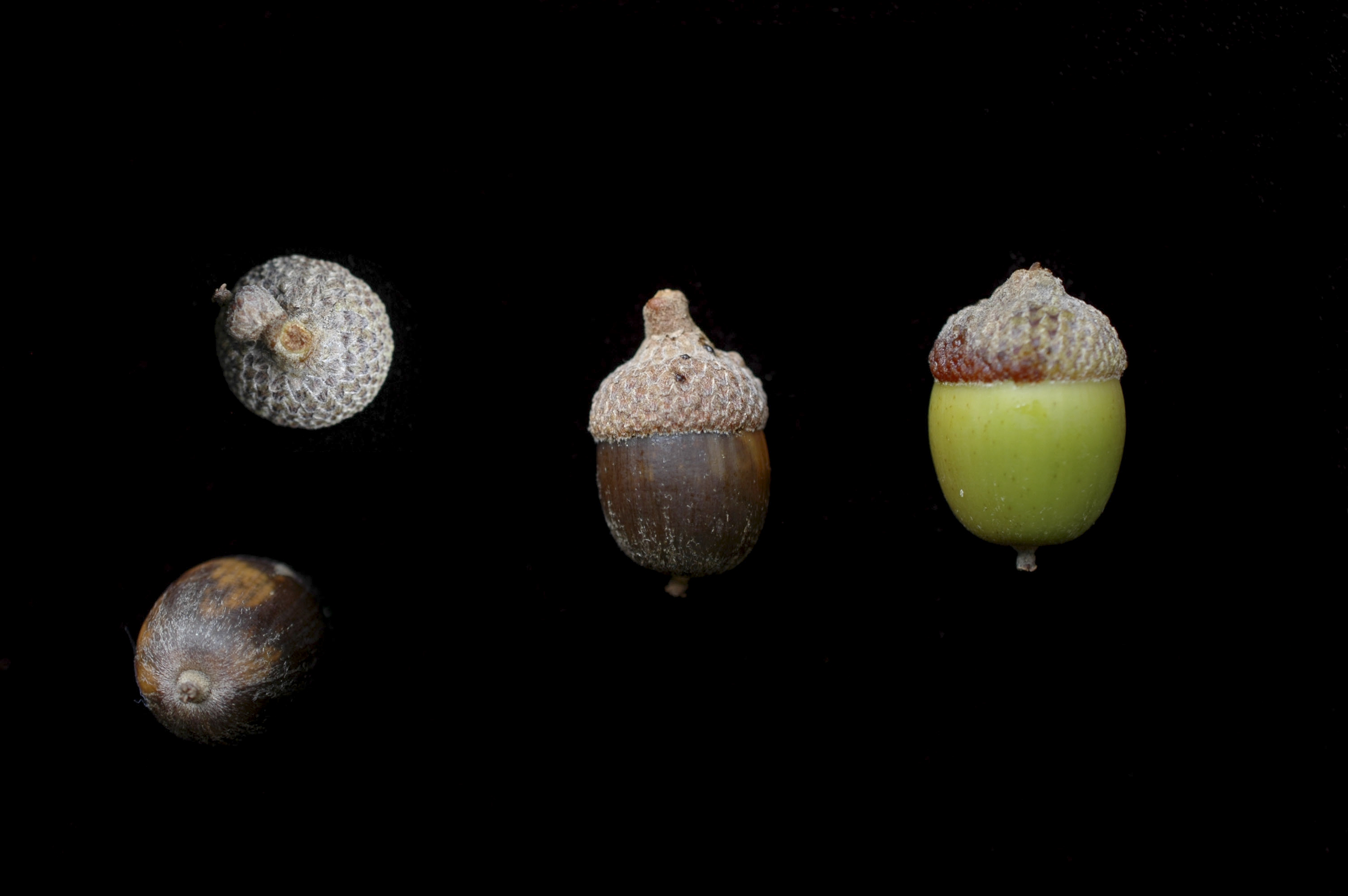
жолуді